# Asociación Mexicana de Psicología Social
La Asociación Mexicana de Psicología Social, S.C. conocida como AMEPSO es una organización mexicana sin fines de lucro que agrupa a muchos de los psicólogos mexicanos en esa área. 
Fue establecida en 1984 y desde 1986 celebra bienalmente los Congresos Mexicanos de Psicología Social, edita La Psicología Social en México (memorias académicas de esos eventos), y la Revista de Psicología Social y Personalidad. 

## Historia
Por iniciativa de un grupo de académicos mexicanos, bajo la guía del Dr. Rogelio Díaz-Guerrero, se discute en asamblea fundacional de octubre de 1995 la constitución de AMEPSO.
Parte de sus actividades ha sido la realización de trece congresos bienales, efectuados en las siguientes locaciones:
| Año y fechas                                | Lugar                    | Presidentes del Congreso y del Comité organizador                          |
| ------------------------------------------- | ------------------------ | -------------------------------------------------------------------------- |
| 1986                                        | La Trinidad, Tlaxcala    | Rogelio Díaz-Guerrero, Rolando Díaz-Loving.                                |
| 1988 del 19 al 21 de octubre                | Metepec, Puebla          | Rolando Díaz-Loving, Susan Pick.                                           |
| 1990 del 14 al 16 de noviembre              | La Trinidad, Tlaxcala    | Susan Pick, Patricia Andrade Palos.                                        |
| 1992 del 23 al 25 de septiembre             | Chihuahua, Chihuahua     | Patricia Andrade, Rosario Valdez Caraveo.                                  |
| 1994 del 19 al 21 de octubre                | Mérida, Yucatán          | Rosario Valdez Caraveo, Elías A. Góngora Coronado.                         |
| 1996 del 23 al 25 de octubre                | Hermosillo, Sonora       | Mirta Flores Galaz, Víctor Corral Verdugo.                                 |
| 1998 del 21 al 23 de octubre                | Toluca, Estado de México | Isabel Reyes Lagunes, José Luis Gama Vilchis.                              |
| 2000 del 25 al 27 de octubre                | Guadalajara, Jalisco     | Sofía Rivera, Carlota Tello Vaca. Primer evento con presencia en internet. |
| 2002 del 16 al 19 de octubre                | Colima, Colima           | Gabina Villagrán. Página de este congreso                                  |
| 2004 del 27 al 29 de octubre                | Ciudad Obregón, Sonora   | Ángel Vera Noriega. Efectuado en el Instituto Tecnológico de Sonora.       |
| 2006 del 18 al 20 de octubre.               | Villahermosa, Tabasco.   | Rozzana Sánchez Aragón.                                                    |
| 2008 del 22 al 24 de octubre                | León, Guanajuato         | Tonatiuh García.                                                           |
| 2010 a realizarse del 8 al 10 de septiembre | Hermosillo, Sonora       | Ángel Vera Noriega. Página de este congreso                                |

## Objetivos
La AMEPSO tiene como finalidad la investigación, enseñanza y difusión de la disciplina entre profesionales, académicos y estudiantes, y promover el valor de la ciencia para entender y resolver los problemas sociales.

## La Psicología Social en México (libro de memorias)
Los libros recogen las ponencias en extenso (usualmente en un formato de siete páginas) que se discuten durante los Congresos. Es habitual que se entreguen impresas o en CD en el momento del registro al evento, de forma que los ponentes conozcan la línea de trabajo de sus compañeros de mesa, y los asistentes los argumentos y evidencia que se presentan.

## Revista de Psicología Social y Personalidad
Se trata de una publicación (dos números por año).